# 牙林铁路
牙林铁路是中華人民共和國一条自内蒙古自治区牙克石市牙克石站起至同区根河市满归站的铁路，全线由哈尔滨铁路局管辖。

## 概要
牙林铁路从滨洲铁路牙克石站起，沿库都尔河东岸向北，经乌尔旗汗镇、库都尔镇、图里河镇、伊图里河镇，至根河市，过根河后沿金河东岸向北，直至终点满归站。铁路全线均在内蒙古自治区内，长441公里，于1952年开始动工，1963年12月通车。其中牙克石至庫都爾144公里為沙俄時期所建。該線所經地區氣溫最低達-50℃，經過永久凍土地帶，與嫩林鐵路一起構成大興安嶺林區鐵路網，對開發森林資源起到了重要的作用。直到2015年内蒙古大兴安岭林区全面禁伐之前，一直承担着中国木材运输的大动脉。2015年之后，本线继续维持客车运营，成为铁路迷心中经典的慢火车线路。在孤独星球新版的《惊奇火车之旅》中，牙林铁路作为中国火车旅行的代表线路而入选。

## 相交铁路
- 牙克石站：滨洲铁路
- 伊图里河站：伊加铁路
- 朝中站：朝乌铁路

## 相关参考
1. ↑  .   [2012-01-20]. （原始内容存档于2012-12-03）.
2. ↑  . big5.www.gov.cn.   [2024-02-29]. （原始内容存档于2024-02-29）.
3. 1 2  . 三联生活周刊. 2020年第26期.